# 鹿田昌美
鹿田 昌美（しかた まさみ）は、日本の翻訳家、作家。

## 略歴
大阪府生まれ。
プール学院中学校・高等学校、国際基督教大学教養学部卒業。大学在学中にカリフォルニア大学サンタバーバラ校に留学。1999年に翻訳家として独立。

## 著書
- 『「自宅だけ」でここまでできる! 子ども英語超自習法』（飛鳥新社） 2021年

## 翻訳
- 『ユアン・マクレガー イラストレイテッドストーリー』(シンコー・ミュージック、シンコー・ミュージックMOOK)  1999年
- 『ユアン・マクレガー ストーリーズ』（ブライアン・J・ロブ、シンコー・ミュージック） 1999年
- 『インディーズ監督10人の肖像 - もうひとつのハリウッド・ドリーム』（ジェフ・アンドリュー、キネマ旬報社） 1999年
- 『それでも女はやめられない!! - いい女になるための30章』（デボラ・マッキンリー、角川書店） 2001年
- 『サンキュー、ボーイズ』（ビバリー・ドノフリオ、角川書店） 2002年
- 『キューティ・ブロンド』（アマンダ・ブラウン、ソニー・マガジンズ） 2002年
- 『サーティブルー』（マイク・ゲイル、ソニー・マガジンズ） 2002年
- 『私の人生にゴールはない - 視覚障害を持ったトップ・アスリートの挑戦』（マーラ・ランヤン、早川書房） 2002年
- 『豚が飛んだら』（ロビン・シスマン、ソニー・マガジンズ） 2004年
- 『クローゼン桟橋のさざ波』（アン・パッカー、早川書房） 2004年
- 『世界は愛でできている』（ディアナ・イッシドリデース、エリク・ダイイ＆ヴィルム・モルシュ地図製作、ソニー・マガジンズ） 2004年
- 『A - リスト1 NYのお嬢様、LAへ行く』（ゾーイ・ディーン、ソニー・マガジンズ） 2004年
- 『A - リスト2 映画の世界に大接近』（ゾーイ・ディーン、ソニー・マガジンズ） 2005年
- 『ソウル・サーファー』（ベサニー・ハミルトン、ソニー・マガジンズ） 2005年
- 『ダークレディと呼ばれて - 二重らせん発見とロザリンド・フランクリンの真実』（ブレンダ・マドックス、福岡伸一監訳、化学同人） 2005年
- 『あなたを見つけるこころの世界地図』（ルイス・ファン・スヴァーイ＆ジーン・クレア、ソニー・マガジンズ） 2006年
- 『ドルチェには恋を添えて』（アンソニー・カペラ、ヴィレッジブックス） 2006年
- 『I'm Fine! - スージーのゆかいな失恋デイズ』（マンダナ・ホヴェイダ、小学館プロダクション） 2007年
- 『オーラが見える転校生』（ジェニファー・リン・バーンズ、ヴィレッジブックス） 2007年
- 『「ちょっと寝」があなたの人生を変える!』（サラ・C・メドニック, マーク・アーマン、サンマーク出版） 2008年
- 『大統領選挙とバニラウォッカ』（クリスティン・ゴア、イースト・プレス） 2008年
- 『成功する女性の教科書  - 世界最大の雑誌社社長が「妹たち」に教える仕事術』（キャシー・ブラック、早川書房） 2008年
- 『そばかすの少年』（ジーン・ストラトン・ポーター、光文社古典新訳文庫） 2009年
- 『ギフトを贈ると奇跡が起きる』（キャミ・ウォーカー、サンマーク出版） 2010年
- 『働く人のための ちいさな知恵』（リンダ・バーバチー、飛鳥新社） 2012年
- 『ドレスを着た男子』（デイヴィッド・ウォリアムズ、クェンティン・ブレイク画、福音館書店） 2012年
- 『ママのリスト - 私が死んだら、息子たちに2回ずつキスをしてね』（St.ジョン・グリーン、イースト・プレス） 2012年
- 『殺人者の娘たち』（ランディ・マイヤーズ、集英社文庫） 2013年
- 『大きい族の小さな少年 マンクル・トロッグ』（ジャネット・フォクスレイ、スティーブ・ウェルズ絵、小学館） 2013年
- 『フランスの子どもは夜泣きをしない - パリ発「子育て」の秘密』（パメラ・ドラッカーマン、集英社） 2014年
- 『そして、きみが教えてくれたこと』（コリーン・フーヴァー、ヴィレッジブックス） 2014年
- 『ダントツになりたいなら、「たったひとつの確実な技術」を教えよう』（エリック・ベルトランド・ラーセン、山口真由監修、飛鳥新社） 2015年
- 『レディ・レッスン ポジティブガールの教科書』（ケリー・ウィリアムズ・ブラウン、大和書房） 2015年
- 『本能を揺さぶる 「魅力」の法則』（Dr.アレックス・シラー、大和書房） 2016年
- 『いまの科学で「絶対にいい!」と断言できる 最高の子育てベスト55 - IQが上がり、心と体が強くなるすごい方法』（トレーシー・カチロー、ダイヤモンド社） 2016年
- 『HELL WEEK - 最速で「ダントツ」に変わる7日間レッスン』（エリック・ベルトランド・ラーセン、飛鳥新社） 2016年
- 『朝時間が自分に革命をおこす 人生を変えるモーニングメソッド』（ハル・エルロッド、大和書房） 2017年
- 『デンマークの親は子どもを褒めない - 世界一幸せな国が実践する「折れない」子どもの育て方』（ジェシカ・ジョエル・アレキサンダー, イーベン・ディシング・サンダール、集英社） 2017年
- 『世界最高のスリープコーチが教える 究極の睡眠術』（ニック・リトルヘイルズ、ダイヤモンド社） 2018年
- 『好きな服だけ着ればいい』（レイチェル・ロイ、ダイヤモンド社） 2018年
- 『レディ・レッスンseason2 ハイヒールは、いらない』（ケリー・ウィリアムズ・ブラウン、大和書房） 2018年
- 『「無敵」のマインドセット -  心のブレーキを外せば、「苦手」が「得意」に変わる』（ジョー・ボアラー、ハーパーコリンズ・ジャパン） 2020年
- 『ねむたい こいし - 読むだけで眠たくなる絵本』（アリス・グレゴリー(※), クリスティ・カークパトリック、エレノア・ハーディマン絵、清水悦子監修、かんき出版） 2020年 - ※睡眠科学の専門家
- 『子育ての経済学 - 愛情・お金・育児スタイル』（マティアス・ドゥプケ, ファブリツィオ・ジリボッティ、大垣昌夫解説、慶應義塾大学出版会） 2020年
- 『世界を知る101の言葉 - 「単語ひとつ」で国際標準の教養がザックリと身につく』（Dr. マンディープ・ライ、飛鳥新社） 2021年
- 『超速』（ウィル・デクレール, バオ・ディン, ジェローム・デュモン、サンマーク出版） 2021年
- 『医者が教える健康断食』（ジェイソン・ファン, ジミー・ムーア、小田原雅人監修、文響社） 2021年
- 『母親になって後悔してる』（オルナ・ドーナト、新潮社） 2022年
- 『子どものデジタル脳 完全回復プログラム』（ヴィクトリア・L・ダンクリー、川島隆太監修、飛鳥新社） 2022年
- 『うつは運動で消える - 神経科学が解き明かした「心の不調」のリセット法』（ジェニファー・ハイズ、ダイヤモンド社） 2022年
- 『なぜ男女の賃金に格差があるのか』（クラウディア・ゴールディン、慶應義塾大学出版会） 2023年

### 「ゴシップガール」シリーズ
- 『ゴシップガール』（セシリー・V・Z、ソニー・マガジンズ） 2003年
- 『ゴシップガールⅡ 恋するセレブ篇』（セシリー・V・Z、ソニー・マガジンズ） 2003年
- 『ゴシップガールⅢ セレブなバカンス篇』（セシリー・V・Z、ソニー・マガジンズ） 2004年
- 『ゴシップガールⅣ バレンタインにそわそわ篇』（セシリー・V・Z、ソニー・マガジンズ） 2006年
- 『ゴシップガールⅤ いつも誰かに恋してる篇』（セシリー・V・Z、ソニー・マガジンズ） 2006年
- 『ゴシップガールⅥ もうすぐ春がやってくる篇』（セシリー・V・Z、ソニー・マガジンズ） 2007年
- 『ゴシップガールⅦ 卒業だなんて信じられない篇』（セシリー・V・Z、ソニー・マガジンズ） 2007年
- 『ゴシップガールⅧ 今夜もパーティは終わらない篇』（セシリー・V・Z、ソニー・マガジンズ） 2007年
- 『ゴシップガールⅨ はじめてのお仕事にパニック篇』（セシリー・V・Z、ソニー・マガジンズ） 2008年
- 『ゴシップガールX 愛してるっていいたくて!篇』（セシリー・V・Z、ヴィレッジブック） 2008年
- 『ゴシップガールⅪ 「私のこと、好きだよね!」篇』（セシリー・V・Z、ソニー・マガジンズ） 2008年
- 『ゴシップガール セリーナとブレアの物語』上・下 （セシリー・V・Z、ソニー・マガジンズ） 2009年